# Chaetomin
Chaetomin, auch Chetomin geschrieben, ist eine komplexe heterocyclische Verbindung.

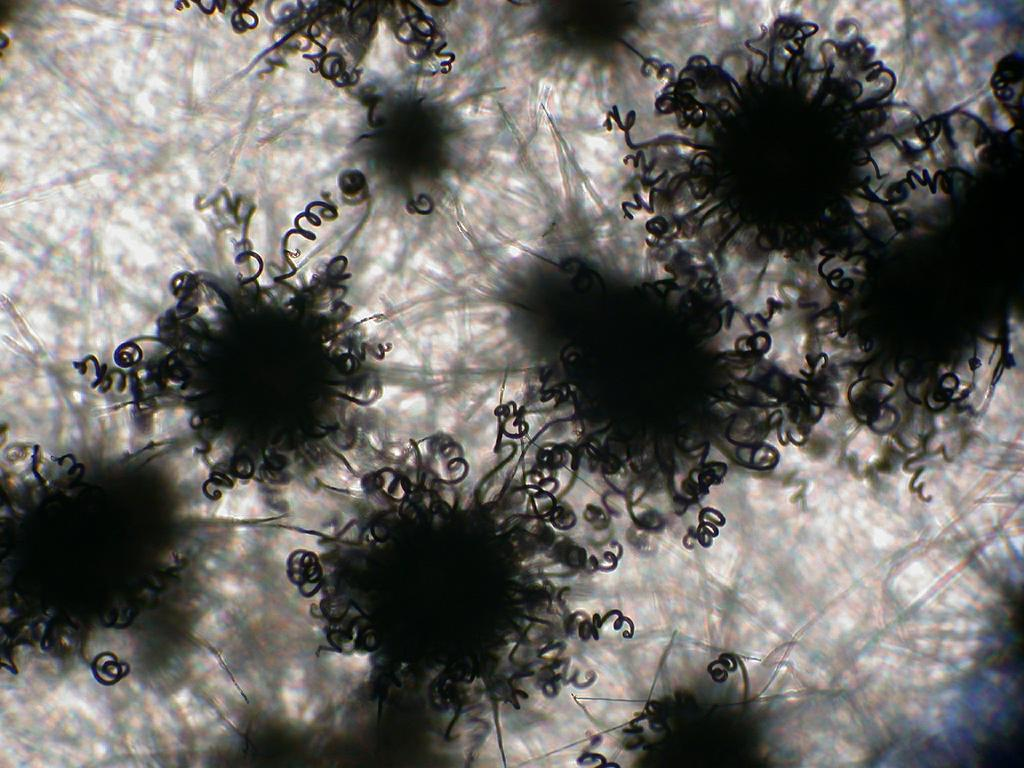
Schimmelpilz der Gattung Chaetomium

Es ist ein Mykotoxin (Schimmelpilzgift), das als Stoffwechselprodukt von Pilzen der Gattung Chaetomium entsteht. Es zeigt eine antibiotische Wirkung auf grampositive Bakterien.